# アカシデ
アカシデ（赤四手、学名：Carpinus laxiflora）は、カバノキ科クマシデ属の落葉高木。別名はコシデ、シデノキ、ソロノキ、コソロ。

## 名称
和名のアカシデの由来は、新芽や若葉あるいは紅葉が赤いことと、シデは果穂が垂れ下がるので「垂で」の意味（牧野富太郎による説）や、花穂の垂れ下がる様子が神社の注連縄（しめなわ）などに使われる紙垂（しで）に似ていることによる（上原敬二による説）。イヌシデとともにソロノキともよばれる。
アカシデは別名がとても多く、イヌシデなどに対し新芽が赤く、全体に赤みを帯びることから「アカシデ」と呼ばれるが、「赤芽シデ」「赤目シデ」という呼称や、「アカソネ」「アカゾノ」「アカゾヤ」などの地方名がある。また、他のシデの仲間よりも小型で女性的な雰囲気があることから、「コシデ」「コメシデ」「コサブナ」「マメシデ」「コソロ」などの異名もある。地方によっては「アオシデ」「シロソノ」とよぶ地域もあり、これらは幹肌の色に注目した呼び名であるものと考えられている。
学名の属名 Carpinus は、ケルト語で樹を意味する Car と、軛（くびき）を意味する pen, pix の造語で、材を牛の軛に用いたという説による。異説では、ラテン語で「2頭立ての馬車」を意味する Carpentum に由来するという説があり、ローマ人がこの材で馬車を作ったからだともいわれている。種小名 laxiflora は「まばらな花の」という意味。

## 特徴
北海道南部、本州、九州、朝鮮半島、中国に分布する。平野部から丘陵部の山野に多く自生し、低山の雑木林に生える。ときに庭や公園などにも植えられる。
落葉広葉樹の高木で、高さは10 - 15メートル (m) 、幹径は30 - 60センチメートル (cm) ほどになる。樹皮は暗灰白色で、若木のうちは滑らかであるが、老木になるとイヌシデよりも細い縦筋の割れ目が生じる。小枝は無毛かやや毛がある。葉は互生し、長さ4 - 8 cmの卵形から卵状楕円形で、若葉は赤く、芽吹きのころは樹全体が赤っぽく見える。秋には紅葉し、葉が黄色から赤色に染まり多様な変化を見せる。特に日当たりのよい葉は色づきがよく、条件がよいと真っ赤になる。芽吹きのころ、枝先についている異常に大きな芽はフシダニによる虫こぶである。他のシデの仲間よりも枝がやや細く、葉はクマシデ属の中で最小で、先端が細長く突き出る。
花期は4 - 5月ごろで、若葉が生えると同時に咲く。雌雄同株。雄花の花序は黄褐色の長さ4 - 10 cmで、前年枝から穂状に垂れ下がる。雄花の花序はやや小さく、本年枝の先につく。果期は10月。果穂は長さ5 - 6 cmあり、葉状の果苞をつける。果苞は互いに密着しないため、果穂全体の姿がクマシデやサワシバとは違った見た目になる。落葉後、冬でも果実が残っていることがある。
冬芽は長楕円形で赤褐色。枝先につく仮頂芽は雌花序の冬芽で、側芽は互生し、大きい側芽が雄花序の冬芽である。葉痕は小さく、維管束痕ははっきりしない。

## 利用
植栽として、庭木や公園樹に使われたり、盆栽などにも利用される。ケヤキに似て箒状に育つが、ケヤキほど大きくはならないため、庭木として雑木林の野趣を演出したい場合などによく利用される。自然樹形に観賞価値があるため、剪定に不向きであるが、剪定せずとも樹形が整いやすい。
材は堅く強度があり、楽器や器具類などの各種木工製品にも利用され、シイタケのほだ木、製炭材などにも利用される。

## アカシデとイヌシデの見分け方
シデの仲間はソロともよばれ、イヌシデ、クマシデ、サワシバなどがあるが、アカシデはそれらの中でも芽吹きや紅葉が赤く、他のシデが黄色く黄葉するのとは異にしている。イヌシデの紅葉はふつう黄色から橙色、クマシデは黄色に紅葉する。
イヌシデによく似ているが、アカシデは葉がより小さく、葉柄を含め全体に赤みを帯びており、特に葉の付け根が赤い。またイヌシデの葉には多くの毛が生えているが、アカシデのはない。アカシデは葉脈の側脈がふつう12本以下と少ないこと、葉柄が長く、葉の先端が尾状に尖るなどの違いが見られる。イヌシデは葉の先が尾状に伸びない。ア盆栽界ではイヌシデを「シロソロ」、アカシデを「アカソロ」と呼び区別する場合がある。

## シダレアカシデ
シダレアカシデ（学名: Carpinus laxiflora f. pendula）はアカシデの品種。枝垂れのアカシデで、園芸用の材料として注目される。上原敬二によると栃木県に所在を確認しているという。同様に、東京都の西多摩にもあるといわれており、国の天然記念物に指定されている幸神神社のシダレアカシデが知られる。